# Вавеліт
Вавеліт — мінерал, водний гідроксилфосфат алюмінію.
Вперше вавеліт виявив британський фізик Вільям Вавелл († 1829) 1805 року та описав Вільям Бабінгтон, який назвав мінерал на честь його першовідкривача.

## Загальний опис
Сингонія ромбічна.
Хімічна формула: 4·[All3(PO4)2(OH)35H2O].
Містить у %: Al2O3 — 38,0; P2O5 — 35,2; H2O — 26,8.
Ромбо-дипірамідальний вид. Форми виділення: кірки або сталактити з радіально-променевими волокнами. Часто кулясті агрегати радіальноволокнистої форми. Кристали короткостовпчасті, іноді довгопризматичні.
Твердість 3,5-4.
Густина 2,3.
Блиск перламутровий або смоляний. Безбарвний, жовтий, зелений, коричневий або блакитний. Крихкий.
Зустрічається в слабкометаморфізованих фосфатно-глиноземистих породах та жилах. Утворює значні скупчення в родовищах фосфоритів, також у пегматитах і кварцових жилах.

## Різновиди
Розрізняють:
- вавеліт бериліїстий (відміна вавеліту, яка містить берилій);
- вавеліт магнійстий (відміна вавеліту з Катанги (Заїр), що містить до 1 % MgO).